# نانو (بازیکن فوتبال مصری)
محمد محمود با نام مستعار نانو (انگلیسی: Nano؛ زادهٔ ۲۴ مارس ۱۹۸۵) بازیکن فوتبال اهل مصر است.
از باشگاه‌هایی که در آن بازی کرده‌است می‌توان به باشگاه ورزشی الاهلی مصر اشاره کرد.